# Ommata eperuaphila
Ommata eperuaphila är en skalbaggsart som beskrevs av Tavakilian och Peñaherrera 2005. Ommata eperuaphila ingår i släktet Ommata och familjen långhorningar. Inga underarter finns listade i Catalogue of Life.